# Daniel Rufeisen
Daniel Rufeisen OCD, właśc. Shmuel Oswald Rufeisen (ur. 29 stycznia 1922 w Zadzielu k. Żywca, zm. 30 lipca 1998 w Hajfie) – polski kapłan katolicki żydowskiego pochodzenia, karmelita, konwertyta, misjonarz, tłumacz.

## Biografia

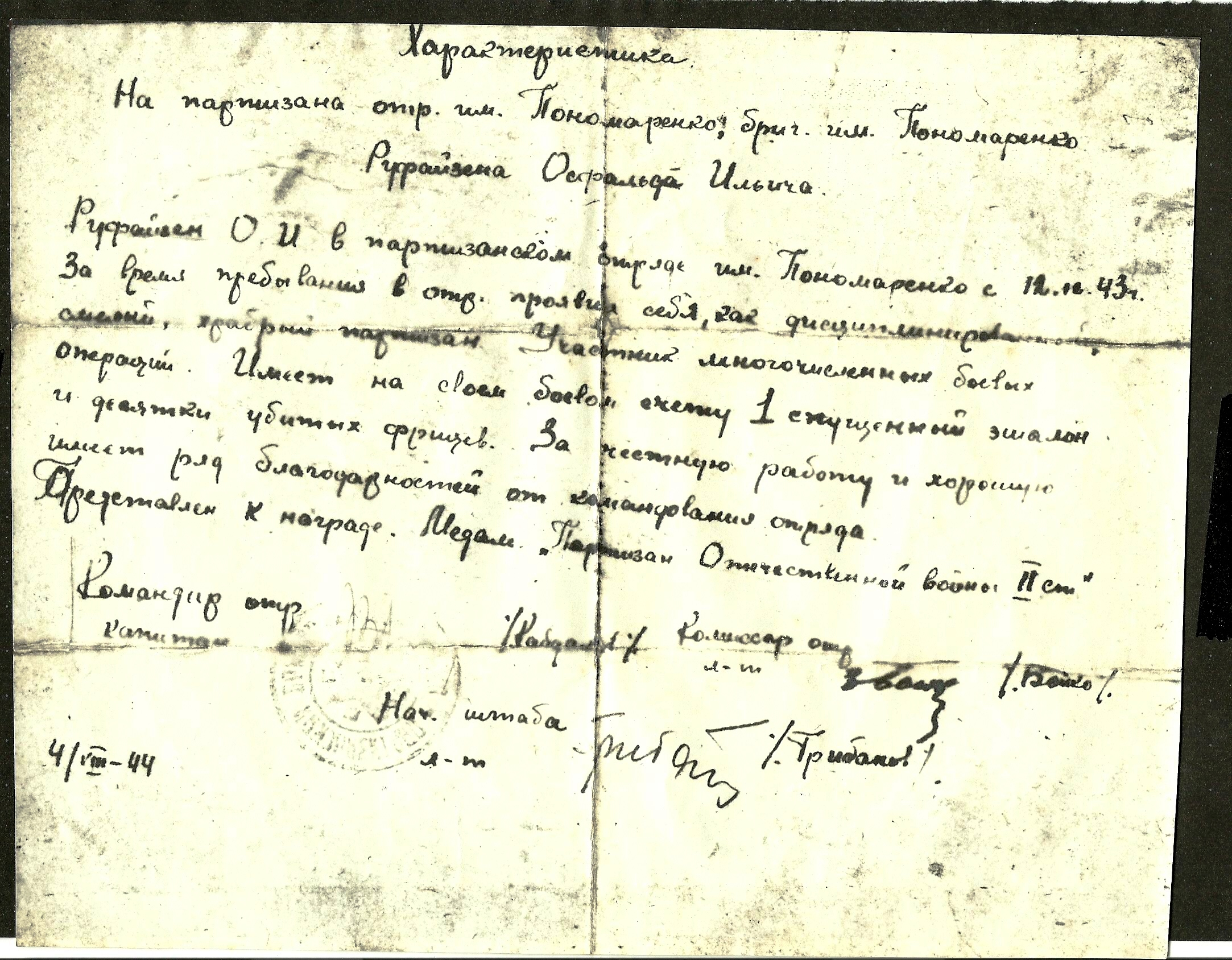
List polecający Oswalda Rufeisena jako bojownika partyzanta z 1944 roku

Oswald Rufeisen urodził się w rodzinie żydowskiej w Zadzielu k. Żywca. Uczęszczał do Liceum im. Józefa Piłsudskiego w Bielsku. Po agresji niemieckiej na Polskę wyjechał do Lwowa, a stamtąd do Wilna. Żywiąc poglądy syjonistyczne, nosił się z zamiarem wyjazdu do Palestyny. Zajęcie Litwy przez Związek Radziecki wpłynęło na decyzję o przyuczeniu się do zawodu szewca. Gdy do Wilna wkroczyli Niemcy, Rufeisen został aresztowany 13 lipca 1941. Przed zesłaniem do obozu uratował go nowy zawód. Zatrudniono go przy wyrobie obuwia dla wojska. Jesienią 1941 uciekł na Białoruś. Znalazł schronienie w Mirze. Podając się za Polaka, pracował przez dziewięć miesięcy jako tłumacz na posterunku żandarmerii niemieckiej. W tym czasie kradł broń i zaopatrywał w nią Żydów z mirskiego getta. Gdy uprzedził Żydów o dacie pacyfikacji, został zdradzony przez jednego z nich. Niemcy aresztowali go, zdołał jednak zbiec i od 15 lipca 1942 ukrywał się w klasztorze zmartwychwstanek w Mirze. Podczas pobytu u sióstr zapoznał się z Nowym Testamentem i literaturą katolicką, nawrócił się i przyjął chrzest z rąk zakonnicy. Czując ponownie zagrożenie, opuścił klasztor i przystąpił do partyzantki na terenie Puszczy Nalibockiej.
Po II wojnie światowej powrócił do Polski. Przez Częstochowę i Kraków trafił do Czernej, gdzie 8 czerwca 1945 rozpoczął nowicjat w zakonie karmelitańskim, przybierając imię zakonne Daniel-Maria od Najświętszego Serca Pana Jezusa. Pierwsze śluby złożył 9 czerwca 1946. W latach 1946–1948 studiował filozofię w studium dominikanów w Krakowie, 1948–1950 teologię w Seminarium Duchownym w Przemyślu oraz 1950–1952 w seminarium karmelitów w Krakowie. Święcenia kapłańskie przyjął 29 czerwca 1952. Po święceniach pracował w Wadowicach, Szopienicach na Górnym Śląsku oraz w Czernej. W maju 1959 wyemigrował do Izraela.
Jako Żyd poprosił o nadanie izraelskiego obywatelstwa. Argumentował swoją prośbę pochodzeniem i tożsamością kulturową, do której się zawsze przyznawał. Niektóre odłamy judaizmu uznawały go za żyda. Władze odmówiły przyznania mu obywatelstwa z powodu wyznania. Po apelacji do Sądu Najwyższego Rufeisen całkowicie przegrał sprawę. Następnie ubiegał się o obywatelstwo jako nie-Żyd. Po sześciu latach przyznano mu obywatelstwo. Do końca życia Rufeisen żył w karmelitańskim klasztorze Stella Maris na Górze Karmel w Hajfie. Ojciec Daniel opisał swoje wojenne losy w wydanej drukiem autobiografii. W 2002 wydany został Dzienniczek duchowny z lat 1945–1947 o. Daniela Rufeisena.
Daniel Rufeisen jest również pierwowzorem tytułowego bohatera powieści Ludmiły Ulickiej Daniel Stein, tłumacz (wyd. ros. 2007, wyd. pol. 2012), oraz bohaterem biograficznej książki Nechamy Tec pt. Daniel w jaskini lwa (wyd. ang. 1990, wyd. pol. 2008).